# Cardinals Folly
Cardinals Folly ist eine finnische Doom-Metal-Band aus Helsinki, die im Jahr 2004 unter dem Namen The Coven gegründet wurde.

## Geschichte
Die Band wurde im Jahr 2004 unter dem Namen The Coven gegründet. Da die Mitglieder jedoch fanden, dass es schon viele Bands mit diesem Namen gab, benannte sie sich im Jahr 2007 in Cardinals Folly um. Im Jahr 2009 erschien die EP Orthodox Faces. Danach erreichte die Band einen Vertrag bei Shadow Kingdom Records, worüber 2011 das Debütalbum Such Power Is Dangerous! veröffentlicht wurde. 2014 erschien bei demselben Label das zweite Album unter dem Namen Our Cult Continues!.

## Stil
Auf ihrem Facebook-Profil gibt die Band an, dass sie etwas wie die späten Reverend Bizarre klingt. Diese würden neben Bathory, Cathedral, Black Sabbath, Electric Wizard und Venom zu den Einflüssen zählen. Laut Stefan Glas vom Rock Hard spielt die Band auf Our Cult Continues! klassischen Doom Metal, der jedoch durch schrägen Gesang etwas abgewertet werde. Laut Peter Mildner von metal.de in seiner Rezension zu Our Cult Continues! gehört Cardinals Folly zu einer Reihe von jungen finnischen Doom-Metal-Bands wie Lord Vicar, The Wandering Midget, Serpent Warning und Casket Open. Die Band spiele auf dem Album klassischen Doom Metal mit dem Einsatz einer Fuzzbox und klarem Bariton-Gesang. Die Band orientiere „sich leicht gen kaleidoskopischer Bilderwelt von CATHEDRAL, ohne allerdings deren ausufernde Dekadenz zu streifen, sowie, und dies viel deutlicher, hin zur kauzigen Wunderlichkeit von THE EQUINOX OV THE GODS“. Zudem verzichte man fast komplett auf „ausladende Kompositionen und Überlänge“. Auch Mildner befand jedoch, dass die Lieder durch den Gesang abgewertet werden.

## Diskografie
als The Coven
- 2005: Serpent's Night Live (Live-Album, Eigenveröffentlichung)
- 2006: Witching Hour of the Coven (EP, Eigenveröffentlichung)
- 2006: Beltane (EP, Eigenveröffentlichung)

als Cardinals Folly
- 2008: Heretic's Hangover (EP, Eigenveröffentlichung)
- 2009: Orthodox Faces (EP, Eigenveröffentlichung)
- 2011: Such Power Is Dangerous! (Album, Shadow Kingdom Records)
- 2013: Strange Conflicts of the Past (Kompilation, Shadow Kingdom Records)
- 2014: Our Cult Continues! (Album, Shadow Kingdom Records)